# چیپووووده
چیپووووده (به لهستانی:  Ciepłowody) یک روستا در لهستان است که در گمینا چیپووووده واقع شده‌است. چیپووووده ۱٬۲۰۰ نفر جمعیت دارد.